# Элва (станция)
Э́лва (эст. Elva raudteejaam) — железнодорожная станция в городе Элва на линии Тарту — Валга. Находится на расстоянии 25,3 км от Тарту, 57,6 км от станции Валга и 215,4 км от Таллина.

## Пассажирское сообщение по станции
До распада СССР на станции Элва останавливались пассажирский поезда дальнего следования №187/188 «Чайка» Таллин - Минск (через Тарту - Ригу - Вильнюс, «поезд четырех столиц») и №651/652 Таллин - Рига (через Тарту - Валгу) . Рижский поезд прекратил движение в 2001 году, а минский еще раньше, в 1994 году  — главным образом, из-за наличия государственной границы у ставших независимыми обеих прибалтийских стран, что вызвало увеличение времени стоянки на приграничных станциях для осуществления паспортного и таможенного контроля и снижение пассажиропотока. Несмотря на ликвидацию пограничных барьеров вследствие вхождения Эстонии и Литвы в Шенгенскую зону в мае 2004 года, последующие попытки возобновления движения поездов дальнего следования по этому направлению успеха не имели.
В настоящее время станция Элва постоянно обслуживается только региональными поездами юго-восточного направления компании Elron, являющейся оператором движения пригородных и региональных поездов по железнодорожным линиям Эстонии.
На станции останавливаются региональные поезда, следующие от станции Таллин (Балтийский вокзал) через станцию Тарту до станции Валга (на участке Таллин — Тарту как экспресс), а также следующие в обратном направлении по этой же схеме.
| Предыдущая остановка | Остановка пассажирских поездов на юго-восточных линиях Elron | Следующая остановка |
| Пеэду                | Элва                                                         | Палупера            |